# Bétinho Gomes
João Roberto Correia Gomes, detto Bétinho (Fogo, 2 maggio 1985), è un cestista capoverdiano con cittadinanza portoghese.
Gioca come ala.

## Carriera
Nel 2007 è stato convocato per gli Europei in Spagna con la maglia della nazionale di pallacanestro del Portogallo.
Nel 2016 è stato acquistato dall'Aquila Basket Trento. Nell'estate del 2019 fa ritorno dopo 5 anni in patria al Benfica.

## Palmarès
- Campionato portoghese: 5

Benfica: 2011-12, 2012-13, 2013-14, 2021-22, 2022-23
- Coppa di Portogallo: 2

Benfica: 2014, 2023
- Supercoppe del Portogallo: 3

Benfica: 2012, 2013, 2023
- António Pratas Trophy: 2

Benfica: 2012, 2013